# Zoleka Mandela
Zoleka Mandela (9 tháng 4 năm 1980 – 25 tháng 9 năm 2023) là một nhà văn và là nhà hoạt động người Nam Phi, bên cạnh đó, bà là cháu gái của cố tổng tống Nam Phi Nelson Mandela. Những tác phẩm mà bà đã viết là về những ngày bà nghiện ngập, cái chết của gái bà và cuộc chiến chống lại căn bệnh ung thư.

## Lí lịch
Bà là con gái của Zindzi Mandela-Hlongwane và từng bị lạm dụng tình dục khi còn nhỏ và nghiện ma túy và rượu. Năm 2010, người con gái 13 tuổi của bà bị thiệt mạng trong một vụ tai nạn giao thông khi đang trên đường về nhà mà nguyên nhân của vụ tai nạn này là do ma túy. Khi ấy, bà đã tự sát nhưng cuối cùng là được phát hiện kịp thời. Vào năm 2013, bà đã cho xuất bản cuốn tự truyện của mình.

## Sức khỏe
Bà bắt đầu điều trị căn bệnh ung thư vú vào năm 2011 và hoàn thành việc điều trị vào năm 2016. Bà đã mô tả việc khối u bị loại bỏ như thế nào và các tác dụng phụ trong việc hóa trị.
Bà qua đời sau nhiều năm chống chọi với ung thư này vào ngày 25 tháng 9 năm 2023, ở tuổi 43.

## Khác
Năm 2016, bà được nhà đài BBCs liệt vào danh sách một trăm người phụ nữ. Tại đó, bà đã nói rằng hối tiếc lớn nhất của đời bà chính là khi ông của bà mất bà mới làm những điều tốt đẹp.
Ngoài ra, bà còn vận động, kêu gọi chống lại những cái chết gây ra bởi tai nạn giao thông. Bà đã cho rằng những trẻ em châu Phi ở vùng cận sa mạc Sahara có khả năng chết do tai nạn giao thông mà cụ thể là xe hơi cao gấp 2 lần những trẻ em ở bất kì đâu trên thế giới.